# Sionkapellet, Boet
Sionkapellet, Svanshals är en kyrkobyggnad i Boet, Ödeshögs kommun. Kyrkan tillhörde Sionförsamlingen, Boet som är ansluten till Pingstkyrkan.

## Historik
Sionförsamlingen i Boet bildades 1924.

## Instrument
I kyrkan finns ett harmonium och piano.